# 東京カレンダー
『東京カレンダー』（とうきょうカレンダー）は、2001年10月から刊行されている月刊情報誌、ウェブサイト、およびその事業を運営する2012年設立の株式会社である。
ACCESS子会社のアクセス・パブリッシングによって創刊され、2012年にフューチャーアーキテクトが事業を承継し、東京カレンダー株式会社を設立した。
創刊時の発行人は安武不可止（現：「楽園計画」社長）、編集人は藤井雅彦（現：ケンゾーエステートワイナリージャパン社長）。表紙には小雪と大沢たかおを起用した。
創刊20年目突入を記念した舞台化作品「東京カレンダー THE STAGE 私はもっと上に行ける！」が2020年に予定されていたが、新型コロナウイルスの影響で開催自粛となった。

## 制作意図
アクセス・パブリッシング副社長の平沢和夫は『東京カレンダー』の特徴として2002年に「雑誌で厳選した情報を提供し、詳しくはネットで見てもらうというやり方」を挙げた。アクセス・パブリッシングは2010年に『東京カレンダー』を新創刊し、「ハイエンドなカルチャーライフ」を送る「30 - 40代の男性、20代後半 - 40代女性」を想定読者に設定した。表紙は“バーのカウンター席で飲んでいる”風の美女俳優がモデルに起用され、題字も含めて茶色調でまとめられている。
東京カレンダー社長の菅野祐介は2015年に雑誌『東京カレンダー』は「創刊以来、15年もの間、グルメ、しかも外食という外で体験を楽しむジャンルをコアコンピタンス」としてきたと述べた。
菅野は2015年にリニューアルしたウェブサイト「東京カレンダーWEB」について、「リアル・エンターテインメント」を追求して制作していると述べた。

## 東京女子図鑑
2015年に東京カレンダーウェブサイトで連載された小説『東京女子図鑑』が反響を呼んだ。同作は三軒茶屋に住む主人公「綾」の生活が描かれている。書籍化された同作について、中川淳一郎は「『こんなヤツいねぇ（笑い）』や『こんなヤツいるいる』などとツッコミを1ページに2回ほどはできてしまう稀有な本」との書評を寄せた。

### ドラマ版
2016年12月からは水川あさみ主演によるドラマ版（全11回、制作：ワタナベエンターテインメント）がAmazon Prime Videoで配信開始された。
2017年10月、ワタナベエンターテインメントと東京カレンダーは中華人民共和国（中国）の動画配信サイトである優酷との間で本ドラマの中国版を製作することで合意し、2018年に北京を舞台にした『北京女子図鑑』と上海を舞台にした『上海女子図鑑』がそれぞれ配信された。
2022年9月21日からは本ドラマの台湾版で台北を舞台にした『台北女子図鑑』がウォルト・ディズニー・カンパニー傘下の定額制動画配信サービス「Disney+」にて、アジアの一部の国と地域で配信される予定。

## 港区おじさん
『港区おじさん』は、東京カレンダーが2017年3月24日から、東京カレンダーアプリおよびYouTubeで配信する短編ドラマシリーズである。港区に在住する「女子」と、その背後に存在する「港区おじさん」に焦点をあてたショートムービーを毎週金曜日に配信している。当初は1分前後のコンテンツであったため、「1分港区おじさん」と称していたが、回をかさねて話題を呼ぶごとに1分を超過することが増えたため、2018年5月12日から13日にかけて開催されたイベント「港区おじさんファンミーティング」で、「1分港区おじさん」から「港区おじさん」に改称した。

## 東京男子図鑑
2019年9月から公式サイトで連載されていた小説。主演：竹財輝之助でテレビドラマ化された。